# Венесуэла на летних Олимпийских играх 2024

## Квалификация
| № п/п | Вид спорта       | Мужчины        | Мужчины                | Женщины        | Женщины                | Всего          | Всего                  |
| № п/п | Вид спорта       | Завоевано квот | Количество спортсменов | Завоевано квот | Количество спортсменов | Завоевано квот | Количество спортсменов |
| ----- | ---------------- | -------------- | ---------------------- | -------------- | ---------------------- | -------------- | ---------------------- |
| 1     | Бокс             | 1              | 1                      | 1              | 1                      | 2              | 2                      |
| 2     | Борьба           | 2              | 2                      | 2              | 2                      | 4              | 4                      |
| 3     | Велоспорт        | 1              | 1                      |                |                        | 1              | 1                      |
| 4     | Дзюдо            |                |                        | 1              | 1                      | 1              | 1                      |
| 5     | Конный спорт     | 1              | 1                      | 1              | 1                      | 2              | 2                      |
| 6     | Лёгкая атлетика  | 2              | 2                      | 5              | 4                      | 7              | 6                      |
| 7     | Плавание         | 4              | 2                      | 1              | 1                      | 5              | 3                      |
| 8     | Стрельба         | 2              | 2                      |                |                        | 2              | 2                      |
| 9     | Тхэквондо        | 1              | 1                      |                |                        | 1              | 1                      |
| 10    | Тяжёлая атлетика | 2              | 2                      | 3              | 3                      | 5              | 5                      |
| 11    | Фехтование       | 4              | 4                      | 1              | 1                      | 5              | 5                      |
|       | ИТОГО            | 20             | 18                     | 15             | 14                     | 35             | 32                     |

## Состав команды
Бокс
1. Хесус Кова[англ.]
2. Омайлин Алкала[англ.]

 Борьба
Вольная борьба
1. Антони Монтеро
2. Бетзабет Аргуэльо
3. Солейми Карабальо

Греко-римская борьба
1. Райбер Родригес

Велоспорт
 Шоссейный велоспорт
1. Орлуис Аулар[англ.]

 Дзюдо
1. Анрикелис Барриос[англ.]

 Конный спорт
1. Луис Фернандо Ларразабаль[англ.]
2. Патрисия Фернандо[англ.]

 Лёгкая атлетика
1. Хосе Антонио Майта[англ.]
2. Леодан Торреальба[англ.]
3. Хоселин Бреа[англ.]
4. Йовейнни Мота[англ.]
5. Робейлис Пейнадо
6. Роза Родригес[англ.]

 Плавание
1. Альберто Местре[англ.]
2. Альфонсо Местре[англ.]
3. Мария Егрес[англ.]

 Стрельба
1. Дуглас Гомес[англ.]
2. Леонель Мартинес[англ.]

 Тхэквондо
1. Йохандри Гранадо[англ.]

 Тяжёлая атлетика
1. Хулио Майора
2. Кейдомар Вальенилья
3. Катерин Эхандия
4. Аньелин Венегас[англ.]
5. Нарьюри Перес

 Фехтование
1. Рубен Лимардо
2. Франсиско Лимардо[англ.]
3. Габриэл Луго[англ.]
4. Хесус Лимардо[англ.]
5. Катерине Паредес[англ.]

## Бокс
Венесуэла завоевала одно место в женский турнир по боксу на Панамериканских играх 2023 года в Сантьяго, Чили и одно место в мужской турнир на Первом мировом квалификационном турнире 2024 года в Бусто-Арсицио, Италия.
| Спортсмен      | Категория        | 1/16 финала            | 1/8 финала                | Четвертьфиналы        | Полуфиналы            | Финал                 | Финал                 |
| Спортсмен      | Категория        | Соперник Результат     | Соперник Результат        | Соперник Результат    | Соперник Результат    | Соперник Результат    | Место                 |
| -------------- | ---------------- | ---------------------- | ------------------------- | --------------------- | --------------------- | --------------------- | --------------------- |
| Хесус Кова     | Мужчины 63,5 кг  | —                      | THAБунджонг Синсири П 0–5 | завершил выступление  | завершил выступление  | завершил выступление  | завершил выступление  |
| Омайлин Алкала | Женщины до 57 кг | POLЮлия Шеремета П 1–4 | завершила выступление     | завершила выступление | завершила выступление | завершила выступление | завершила выступление |

## Борьба
Венесуэла завоевала на Панамериканском квалификационном турнире в Акапулько, Мексика по одному месту в мужской турнир по вольной и греко-римской борьбе и два места в женский турнир по вольной борьбе.
Вольная борьба
| Спортсмен         | Категория        | 1/8 финала               | Четвертьфиналы        | Полуфиналы            | Утеш.поединки         | Финал / За 3 место    | Финал / За 3 место    |
| Спортсмен         | Категория        | Соперник Результат       | Соперник Результат    | Соперник Результат    | Соперник Результат    | Соперник Результат    | Место                 |
| ----------------- | ---------------- | ------------------------ | --------------------- | --------------------- | --------------------- | --------------------- | --------------------- |
| Антони Монтеро    | Мужчины до 74 кг | USAКайл Дэйк П 0–10      | завершил выступление  | завершил выступление  | завершил выступление  | завершил выступление  | завершил выступление  |
| Бетзабет Аргуэльо | Женщины до 53 кг | SWEЙонна Мальмгрен П 0–5 | завершила выступление | завершила выступление | завершила выступление | завершила выступление | завершила выступление |
| Солейми Карабальо | Женщины до 68 кг | JPNНонока Одзаки П 0–4   | завершила выступление | завершила выступление | завершила выступление | завершила выступление | завершила выступление |

Греко-римская борьба
| Спортсмен       | Категория | 1/8 финала             | Четвертьфиналы     | Полуфиналы         | Утеш.поединки           | Финал / За 3 место | Финал / За 3 место |
| Спортсмен       | Категория | Соперник Результат     | Соперник Результат | Соперник Результат | Соперник Результат      | Соперник Результат | Место              |
| --------------- | --------- | ---------------------- | ------------------ | ------------------ | ----------------------- | ------------------ | ------------------ |
| Райбер Родригес | до 60 кг  | AZEМурад Мамедов В 3–1 | CHNЦао Лиго П 1–3  | —                  | EGYМумин Мухаммад В 4–1 | PRKЛи Сеун П 0–4   | 5                  |

## Велоспорт

### Шоссейные велогонки
Венесуэла получила одно место для участия в мужской групповой гонке на шоссе по результатам рейтинга UCI.
| Спортсмен    | Дисциплина              | Время   | Место |
| ------------ | ----------------------- | ------- | ----- |
| Орлуис Аулар | Мужчины Групповая гонка | 6:26.57 | 53    |

## Дзюдо
Венесуэла получила по рейтингу IJF одно место в женских соревнованиях.
| Спортсмен         | Категория        | 1/16 финала               | 1/8 финала            | Четвертьфиналы        | Полуфиналы            | Утеш. поединки        | Финал / За 3 место    | Финал / За 3 место    |
| Спортсмен         | Категория        | Соперник Результат        | Соперник Результат    | Соперник Результат    | Соперник Результат    | Соперник Результат    | Соперник Результат    | Место                 |
| ----------------- | ---------------- | ------------------------- | --------------------- | --------------------- | --------------------- | --------------------- | --------------------- | --------------------- |
| Анрикелис Барриос | Женщины до 63 кг | ALGАмина Белькади П 00–01 | завершила выступление | завершила выступление | завершила выступление | завершила выступление | завершила выступление | завершила выступление |

## Конный спорт
Венесуэла получила по одному место в личных соревнованиях по выездке и конкуру согласно рейтингу FEI.

### Выездка
| Спортсмен         | Лошадь         | Дисциплина    | Гран При | Гран При | Специальный Гран При | Специальный Гран При | Произвольный Гран При | Произвольный Гран При |
| Спортсмен         | Лошадь         | Дисциплина    | Баллы    | Место    | Баллы                | Место                | Баллы                 | Место                 |
| ----------------- | -------------- | ------------- | -------- | -------- | -------------------- | -------------------- | --------------------- | --------------------- |
| Патрисия Фернандо | Honnaisseur SJ | Личный турнир | 67,143   | 7        | —                    | —                    | завершила выступление | завершила выступление |

### Конкур
| Спортсмен                 | Лошадь  | Дисциплина    | Квалификация | Квалификация | Квалификация | Финал                | Финал                | Финал                |
| Спортсмен                 | Лошадь  | Дисциплина    | Штраф        | Время        | Место        | Штраф                | Время                | Место                |
| ------------------------- | ------- | ------------- | ------------ | ------------ | ------------ | -------------------- | -------------------- | -------------------- |
| Луис Фернандо Ларразабаль | Condara | Личный турнир | 20           | 74,19        | 63           | завершил выступление | завершил выступление | завершил выступление |

## Легкая атлетика
Венесуэльские легкоатлеты выполнили нормативы для участия в Играх 2024 года, пройдя прямую квалификацию или по мировому рейтингу, в следующих соревнованиях (максимум по 3 спортсмена в каждом):
Беговые дисциплины
| Спортсмен          | Дисциплина        | Забеги    | Забеги | Утеш. забеги          | Утеш. забеги          | Полуфиналы            | Полуфиналы            | Финал                 | Финал                 |
| Спортсмен          | Дисциплина        | Результат | Место  | Результат             | Место                 | Результат             | Место                 | Результат             | Место                 |
| ------------------ | ----------------- | --------- | ------ | --------------------- | --------------------- | --------------------- | --------------------- | --------------------- | --------------------- |
| Хосе Антонио Майта | Мужчины 800 м     | 1.48,02   | 8      | 1.46,44               | 3                     | завершил выступление  | завершил выступление  | завершил выступление  | завершил выступление  |
| Хоселин Бреа       | Женщины 1500 м    | 4.13,17   | 15     | 4.05,93               | 6                     | завершила выступление | завершила выступление | завершила выступление | завершила выступление |
| Хоселин Бреа       | Женщины 5000 м    | 15.02,89  | 8 Q    | —                     | —                     | —                     | —                     | 15.17,04              | 15                    |
| Йовейнни Мота      | Женщины 100 м с/б | DSQ       | DSQ    | завершила выступление | завершила выступление | завершила выступление | завершила выступление | завершила выступление | завершила выступление |

Технические дисциплины
| Спортсмен         | Дисциплина              | Квалификация | Квалификация | Финал                | Финал                |
| Спортсмен         | Дисциплина              | Результат    | Место        | Результат            | Место                |
| ----------------- | ----------------------- | ------------ | ------------ | -------------------- | -------------------- |
| Леодан Торреальба | Мужчины Тройной прыжок  | 16,18        | 29           | завершил выступление | завершил выступление |
| Робейлис Пейнадо  | Женщины Прыжки с шестом | 4,40         | =12 q        | 4,60                 | 10                   |
| Роза Родригес     | Женщины Метание молота  | 71,76        | 10 q         | 72,98                | 8                    |

## Плавание
Венесуэльские пловцы выполнили требования для участия в нижеследующих дисциплинах плавательного турнира Олимпиады (максимум два пловца, выполнивших Олимпийский квалификационный норматив (OST) или, возможно, Олимпийский рассматриваемый норматив (OCT)). 
| Спортсмен       | Дисциплина                  | Заплывы | Заплывы | Полуфиналы            | Полуфиналы            | Финал                 | Финал                 |
| Спортсмен       | Дисциплина                  | Время   | Место   | Время                 | Место                 | Время                 | Место                 |
| --------------- | --------------------------- | ------- | ------- | --------------------- | --------------------- | --------------------- | --------------------- |
| Альберто Местре | Мужчины 50 м вольный стиль  | 22,02   | 21      | завершил выступление  | завершил выступление  | завершил выступление  | завершил выступление  |
| Альберто Местре | Мужчины 100 м вольный стиль | 49,51   | 31      | завершил выступление  | завершил выступление  | завершил выступление  | завершил выступление  |
| Альфонсо Местре | Мужчины 400 м вольный стиль | 3.48,20 | 19      | —                     | —                     | завершил выступление  | завершил выступление  |
| Альфонсо Местре | Мужчины 800 м вольный стиль | 8.12,03 | 29      | —                     | —                     | завершил выступление  | завершил выступление  |
| Мария Егрес     | Женщины 200 м вольный стиль | 2.00,66 | 20      | завершила выступление | завершила выступление | завершила выступление | завершила выступление |

## Стрельба
Венесуэла получила два места для участия в соревнованиях стрелков по итогам Панамериканских игр 2023 года в Сантьяго, Чили.
Мужчины
| Спортсмен        | Дисциплина                    | Квалификация | Квалификация | Финал                | Финал                |
| Спортсмен        | Дисциплина                    | Баллы        | Место        | Баллы                | Место                |
| ---------------- | ----------------------------- | ------------ | ------------ | -------------------- | -------------------- |
| Дуглас Гомес     | Скорострельный пистолет, 25 м | 569          | 29           | завершил выступление | завершил выступление |
| Леонель Мартинес | Трап                          | 116          | 28           | завершил выступление | завершил выступление |

## Тхэквондо
Венесуэла завоевала одно место мужском турнире по результатам Панамериканского квалификационного турнира 2024 года в Санто-Доминго, Доминиканская Республика.
| Спортсмен        | Дисциплина       | 1/8 финала                   | Четвертьфиналы     | Полуфиналы         | Утеш. поединки            | Финал/За 3 место     | Финал/За 3 место     |
| Спортсмен        | Дисциплина       | Соперник Результат           | Соперник Результат | Соперник Результат | Соперник Результат        | Соперник Результат   | Место                |
| ---------------- | ---------------- | ---------------------------- | ------------------ | ------------------ | ------------------------- | -------------------- | -------------------- |
| Йохандри Гранадо | Мужчины до 58 кг | KORПак Тхэ Джун П 0–12, 0–12 | —                  | —                  | FRAСирьян Раве П 1–2, 2–6 | завершил выступление | завершил выступление |

## Тяжёлая атлетика
Венесуэла получила два места в соревнования мужчин и три места в соревнованиях женщин в соответствии с олимпийским рейтингом IWF
| Хулио Майора        | Мужчины до 73 кг    | 152 | 5  | NM  | NM | DNF | DNF | DNF | DNF |
| Кейдомар Вальенилья | Мужчины до 89 кг    | 162 | 10 | 196 | 8  | 358 | 8   |     |     |
| Катерин Эхандия     | Женщины до 49 кг    | 83  | 9  | 105 | 9  | 188 | 9   |     |     |
| Аньелин Венегас     | Женщины до 59 кг    | 102 | 6  | 128 | 6  | 230 | 4   |     |     |
| Нарьюри Перес       | Женщины свыше 81 кг | 114 | 10 | 145 | 7  | 259 | 8   |     |     |

## Фехтование
Венесуэла получила право выставить команду и трех участников в мужской шпаге по рейтингу FEI, а также одно место в женской сабле по результатам Зонального турнира Америки в Сан-Хосе, Коста-Рика.
| Спортсмен                                                  | Дисциплина            | 1/32 финала             | 1/16 финала               | 1/8 финала                | Четвертьфинал         | Полуфинал                                  | Финал / За 3 место            | Финал / За 3 место    |
| Спортсмен                                                  | Дисциплина            | Соперник Счет           | Соперник Счет             | Соперник Счет             | Соперник Счет         | Соперник Счет                              | Соперник Счет                 | Место                 |
| ---------------------------------------------------------- | --------------------- | ----------------------- | ------------------------- | ------------------------- | --------------------- | ------------------------------------------ | ----------------------------- | --------------------- |
| Рубен Лимардо                                              | Мужчины шпага         | —                       | HUNТибор Андрашфи П 10–15 | завершил выступление      | завершил выступление  | завершил выступление                       | завершил выступление          | завершил выступление  |
| Франсиско Лимардо                                          | Мужчины шпага         | —                       | CHNВан Цзыцзе П 12–15     | завершил выступление      | завершил выступление  | завершил выступление                       | завершил выступление          | завершил выступление  |
| Габриэл Луго                                               | Мужчины шпага         | CANНиколас Чанг В 15–11 | HUNМате Кох В 15–10       | HUNТибор Андрашфи П 12–13 | завершил выступление  | завершил выступление                       | завершил выступление          | завершил выступление  |
| Рубен Лимардо Франсиско Лимардо Габриэл Луго Хесус Лимардо | Мужчины шпага команды | —                       | —                         | —                         | Япония · П 33–39      | Классификация 5-8 места · Италия · П 34–45 | За 7 место · Египет · В 41–35 | 7                     |
| Катерине Паредес                                           | Женщины сабля         | HUNАнна Мартон П 10–15  | завершила выступление     | завершила выступление     | завершила выступление | завершила выступление                      | завершила выступление         | завершила выступление |